# Супарнице
Супарнице је немачки порнографски филм из 2001. Филм је режирао Фердинанд Хилман, а у главној улози је Кели Трамп. Српско DVD издање садржи и додатан порнографски италијански филм Мирис страсти (итал. Stagione dei sensi). Диск је издало предузеће Hexor 2007. године у, за овакве производе, респектабилном тиражу од 5.000 комада. Интерна ознака српског издавача је DM28, а каталогизација COBISS.SR-ID 225716487.

## Опис са омота
Крађа кола је опасан занат и није за свакога. Захтева добре живце, добар алат и добре женске. Ово последње је потребно после жестоке акције и то у великој количини…